# Alberta Cross
Alberta Cross est un groupe suédo-britannique de rock alternatif, originaire de Londres, en Angleterre. Il est formé en 2005 par le chanteur et guitariste Petter Ericson Stakee et le bassiste Terry Wolfers. En 2013, Wolfers quitte le groupe, laissant Stakee comme seul membre permanent.

## Histoire
Petter Ericson Stakee, originaire d'Uppsala, en Suède, et Terry Wolfers, originaire de Waltham Forest, au nord-est de Londres, en Angleterre, se rencontrent au Strongroom Bar and Kitchen de Shoreditch, à l'est de Londres, au début des années 2000. Stakee grandit dans une famille de musiciens avec son père, l'auteur-compositeur-interprète Peter R. Ericson, et son frère aîné. Wolfers rejoint le groupe de Stakee, Historia, à un moment où Stakee avait commencé à écrire de nouveaux morceaux qui ne convenaient pas au groupe. Le duo développe et enregistre les chansons ensemble dans le studio personnel de Wolfers à Highams Park, Waltham Forest, et quitte rapidement le groupe pour se concentrer sur des nouveaux morceaux. Ils commencent à jouer des concerts acoustiques ensemble à Londres avant de former un groupe live avec le batteur Sebastian Sternberg et le frère de Stakee, John Alexander Ericson, aux claviers. Après quatre concerts en tant que groupe, ils signent avec Fiction Records, filiale d'Universal, au Royaume-Uni et en Europe, et avec Geffen Records aux États-Unis. En avril 2007, le groupe sort son premier album, The Thief and the Heartbreaker, une collection de démos auto-produites. En octobre 2007, le groupe, désormais accompagné du batteur Paul Cook, sort le single/EP numérique Leave Us or Forgive Us.
À la fin du mois de juillet 2014, après une résidence acoustique unplugged au Randolph à Williamsburg, Brooklyn et au 11 Street bar dans l'East Village en mai et juin, Stakee commence à travailler sur un nouvel album studio dans une ancienne église convertie en studio nommée Dreamland, près de Woodstock, New York. L'album éponyme sort en octobre 2015 et le groupe part en tournée en Amérique du Nord au début de l'année 2016.
Un nouvel album, Sinking Ships, sort le 31 mars 2023,.

## Discographie
- 2007 : The Thief and the Heartbreaker (mini-album)
- 2009 : Broken Side of Time
- 2011 : The Rolling Thunder (EP édition limitée)
- 2012 : Songs of Patience
- 2015 : Alberta Cross
- 2020 : What Are We Frightened of?
- 2023 : Sinking Ships